# Нафанаил (Калайджиев)
Митрополит Нафанаил (болг. Митрополит Натанаил, в миру Илия Иванов Калайджиев; 16 ноября 1952, село Копривлен, Благоевградская область — 16 ноября 2013, София) — епископ Болгарской православной церкви, митрополит Неврокопский.

## Биография
Родился 16 ноября 1952 году в селе Копривлен в Болгарии. Деревня располагалась близ греческой границы в ста километрах от горы Афон и мужчины ходили на зиму работать в афонские монастыри, поэтому в селе было много духовной литературы. Бабушка владыки была глубоко верующей; по его словам, «пока она была жива, ничто в нашем доме не совершалось без молитвы. В праздники все мои близкие посещали храм». Также примером для мальчика был сельский священник, — по воспоминаниям владыки он был очень благоговейный, ходил всегда в рясе, заботился о спасении душ людей, несмотря на препятствия.
Хотя родители не запрещали ему ходить в храм, когда пятнадцатилетний Нафанаил решил стать монахом, он испугался, что родители этого не позволят и убежал из дома. В Троянской обители её игумен Григорий (Узунов) написал отцу, открыл правду, и посоветовал оставить сына на послушание. Отец согласился и в 1968 году Нафанаил поступил послушником в Троянский монастырь.
Одновременно приступил к учёбе в Софийской духовной семинарии, которую окончил в 1975 году.
Благодаря епископу Григорию, с 1968 года настоятельствовавшему в Московском подворье Болгарской Церкви, Нафанаил посетил Троице-Сергиеву Лавру, Почаевскую Лавру, и его желание монашества усилилось.
Как было обязательно для всех болгар, даже для монахов или священников, Нафанаил по возвращении был вынужден прервать своё обучение и послушание и пошёл в армию.
3 марта 1974 года, сразу после возвращения из армии, принял монашество с именем Нафанаил в Троянском монастыре. В том же году рукоположен в сан иеродиакона, а в 1975 году — в сан иеромонаха.
После семинарии один год проучился в Софийской духовной академии, после чего, во время посещения Болгарии архиепископом Афинским и всея Эллады Серафимом, на заседании Священного Синода в присутствии Афинского архиепископа, было решено учредить две стипендии для обучения в Греции. По благословению патриарха Болгарского Максима в Афины на Богословский факультет направлены были отцы Нафанаил и Кирилл (Ковачев).
После обучения в Афинах отец Нафанаил отправился на Афон и почти два года прожил в монастыре Зограф. Впоследствии он говорил об этом времени как о Божьем благословении, называя имена многих афонских подвижников, с кем ему довелось общаться.
10 октября 1980 года, по завершении образования, решением Священного Синода возведён в сан архимандрита.
В 1985—1986 годах был протосингелом Ловечской епархии.
С 1986 по 1988 год — священник в Болгарской общине святого Иоанна Рыльского в Лондоне.
По возвращении на родину стал протосингелом Софийской епархии с 1988 по 1989 год.
Затем был избран главным секретарём Священного Синода и 25 марта 1989 года рукоположен во епископа Крупникского, викария Софийской епархии.
17 апреля 1994 года избран, а 24 апреля канонически утверждён митрополитом Неврокопским. Это произошло после того, как в 1992 году прежний митрополит Неврокопский Пимен (Энев) ушёл в раскол и возглавил раскольничий «альтернативный синод».
В последние годы жил в монастыре в Хаджидимове, отличался скромностью и нестяжанием и до последнего дня неукоснительно соблюдал афонский устав.
Скончался 16 ноября 2013 года в Софии, в день своего 61-летия, после долгой и тяжёлой болезни. В синодальном извещении о смерти митрополита Нафанаила говорится, что он «останется в церковной памяти как усердный в монашеском пути, богомудрый духовник и архипастырь вверенного ему клира и народа».

## Прочие сведения
Александр Дворкин в воспоминаниях приводит рассказ митрополита Нафанаила, когда он был приглашён Вангой в её дом, поскольку та передала через посланцев, что нуждается в совете. Однако, после того как митрополит посетил Вангу с крестом-мощевиком с частицей Честного Креста Господня, то произошло следующее:
Вдруг она прервалась и изменившимся — низким, хриплым — голосом с усилием проговорила: «Сюда кто-то зашёл. Пусть он немедленно бросит на пол ЭТО!» «Что „это“?» — спросили у Ванги ошеломленные окружающие. И тут она сорвалась на бешеный крик: «ЭТО! Он держит ЭТО в руках! ЭТО мешает мне говорить! Из-за ЭТОГО я ничего не вижу! Я не хочу, чтобы ЭТО было в моем доме!» — вопила старуха, суча ногами и раскачиваясь[значимость факта?]
Ни в каких других источниках, в том числе болгарских, эту историю найти не удалось. Покойный митрополит никогда не запрещал служить в церкви, построенной Вангой.